# Vought F-8 Crusader
Vought F-8 Crusader (původně F8U) byl americký palubní stíhací letoun s proudovým pohonem, který byl schopen plnit i útočné a průzkumné mise. Jednomístný jednomotorový letoun vyvinula firma Vought a byl náhradou za její předchozí konstrukci, stíhací letoun Vought F7U Cutlass. Crusader se stal prvním nadzvukovým stíhacím letounem US Navy a také posledním americkým stíhacím letounem, jehož hlavní výzbrojí byly kanóny a nikoliv řízené střely.
Fotoprůzkumná varianta RF-8 byla ve službě mnohem déle než stíhací modely. Fotografie pořízené letouny RF-8 hrály důležitou roli v době tzv. Karibské krize. V USA byly Crusadery používány do roku 1987, v zahraničí byl vyřazen o 12 let později.

## Vývoj

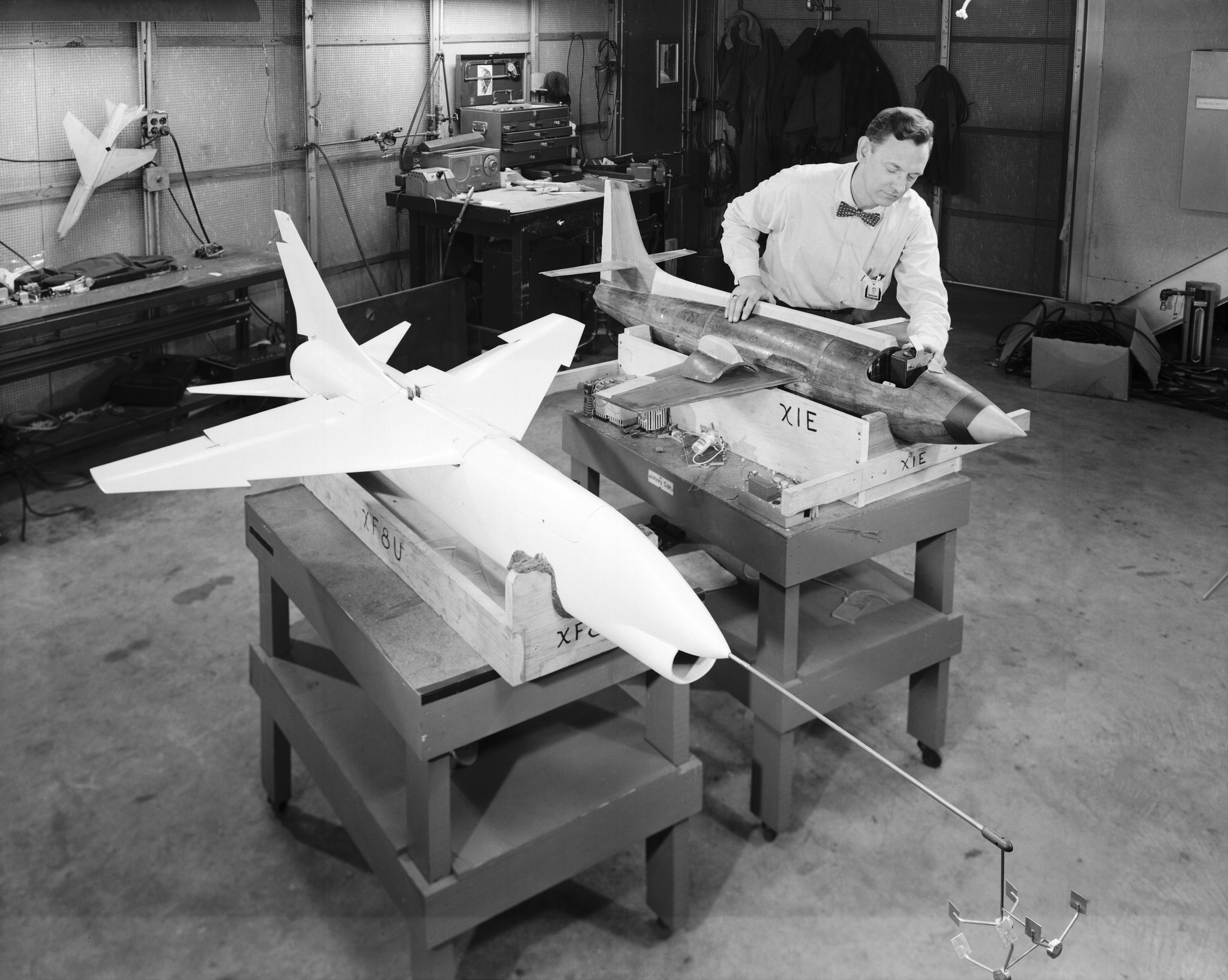
Makety letounů Bell X-1E a XF-8U Crusader připravené k testům v aerodynamickém tunelu ve výzkumném centru NACA, 1957

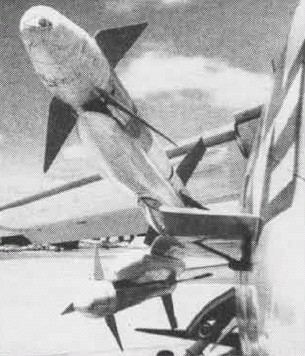
Dvojitý pylon pro řízené střely AIM-9D Sidewinder u verze F8U-2N (F-8D), rok 1960

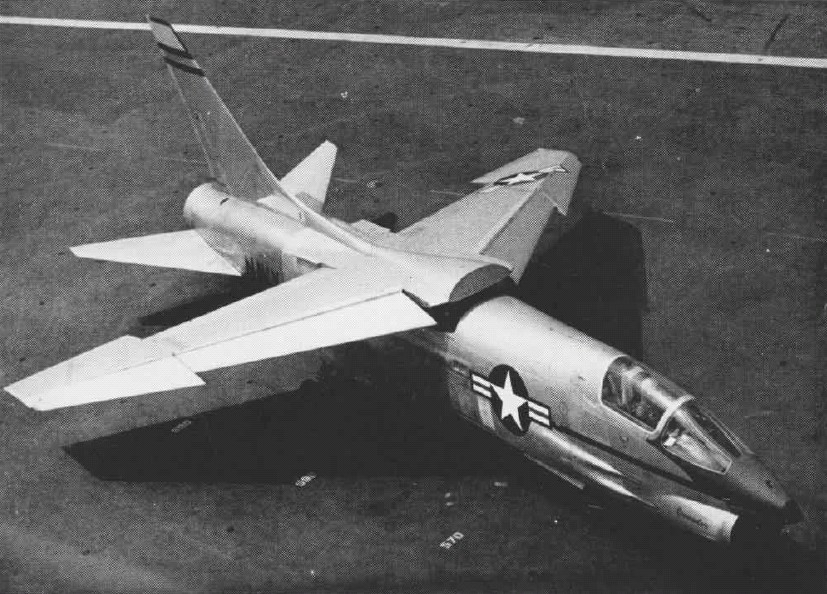
Prototyp XF8U-1 Crusader. Dobře je patrný systém měnitelného náběhu křídla. Rok 1955 či 1956

V září 1952 vydalo americké námořnictvo specifikace na nový palubní stíhací letoun, které obsahovaly požadavek na stroj dosahující rychlosti  Machu ve výšce 9 150 m, který by dosahoval stoupavosti 127 m/s a jeho přistávací rychlost by nebyla vyšší než 160 km/h. Jak se ukázalo během Korejské války, doposud užívané kulomety ráže 12,7 mm už měly nedostatečnou účinnost a proto bylo rozhodnuto o jejich nahrazení 20mm kanóny. Projekční tým firmy Vought, který vedl John Russel Clark, navrhl typ V-383, který byl na stíhací letoun poněkud netypické hornoplošné koncepce. Taktická průzkumná varianta letounu nesla označení V-382.
Nejzásadnější technickou inovací bylo křídlo s měnitelným úhlem náběhu. Pro zkrácení vzletu a přistání ho bylo možné hydraulicky vyklopit o 7° vzhůru (záložní systém byl pneumatický). Jako čep, kolem kterého se křídlo natáčelo zde sloužil zadní nosník křídla. Výklopné křídlo poskytlo stroji vysoký úhel náběhu při startu a přistání, takže nebylo nutné použít vysoký podvozek, který by snižoval výhled pilota a mohl způsobovat nehody, což byl hlavní nedostatek u předchozí konstrukce firmy Vought, piloty neoblíbeného typu Vought F7U Cutlass.
Trup letounu byl důsledně aerodynamicky tvarován dle pravidla ploch, měl plovoucí výškovku a v jeho konstrukci byl široce použit titan, kterého bylo celkem 290 kg. Aby se zvýšila odolnost stroje v boji, byly jeho ovládací systémy ztrojené. Vystřelovací sedadlo pro pilota už v té době bylo samozřejmostí.
Stroj byl koncipován tak, že na přídi byl radar a elektronika, za kterými byla pilotní kabina. Následoval prostor s kanóny, přední podvozková noha a palivová nádrž. Hlavní podvozkové nohy byly umístěny těsně před motorem a byly překvapivě krátké, což dávalo stroji stojícímu na zemi elegantní vzhled.
Pohon zajišťoval motor Pratt & Whitney J57P-4 o tahu 45,38 kN (58,72 kN s přídavným spalováním), pro který nesl letoun zásobu 5 300 l paliva. Výzbroj se skládala ze čtyř kanónů Colt Mk 12 ráže 20 mm se zásobou 144 nábojů na hlaveň (po dvou na každém boku trupu), zatažitelné trupové raketnice 32 kusy neřízených střel FFAR Mighty Mouse ráže 70 mm a dvou odpalovacích kolejnic pro dvě střely AIM-9 Sidewinder na bocích trupu. Crusader byl posledním stíhacím letounem US Navy, jehož primární zbraní byly kanóny.

## Testy

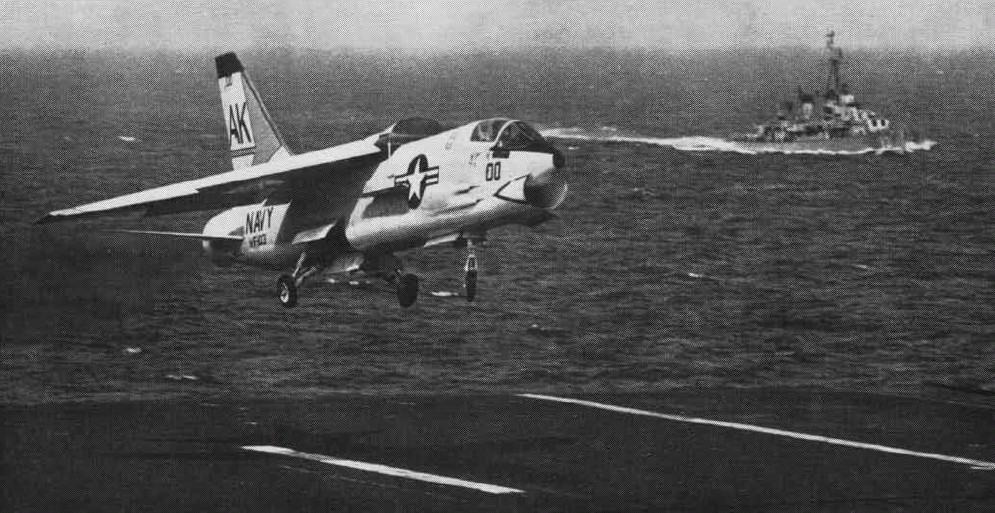
F8U-1 (F-8A) jednotky VF-103 Sluggers při letmém přistání na palubě letadlové lodě USS Forrestal, 1958

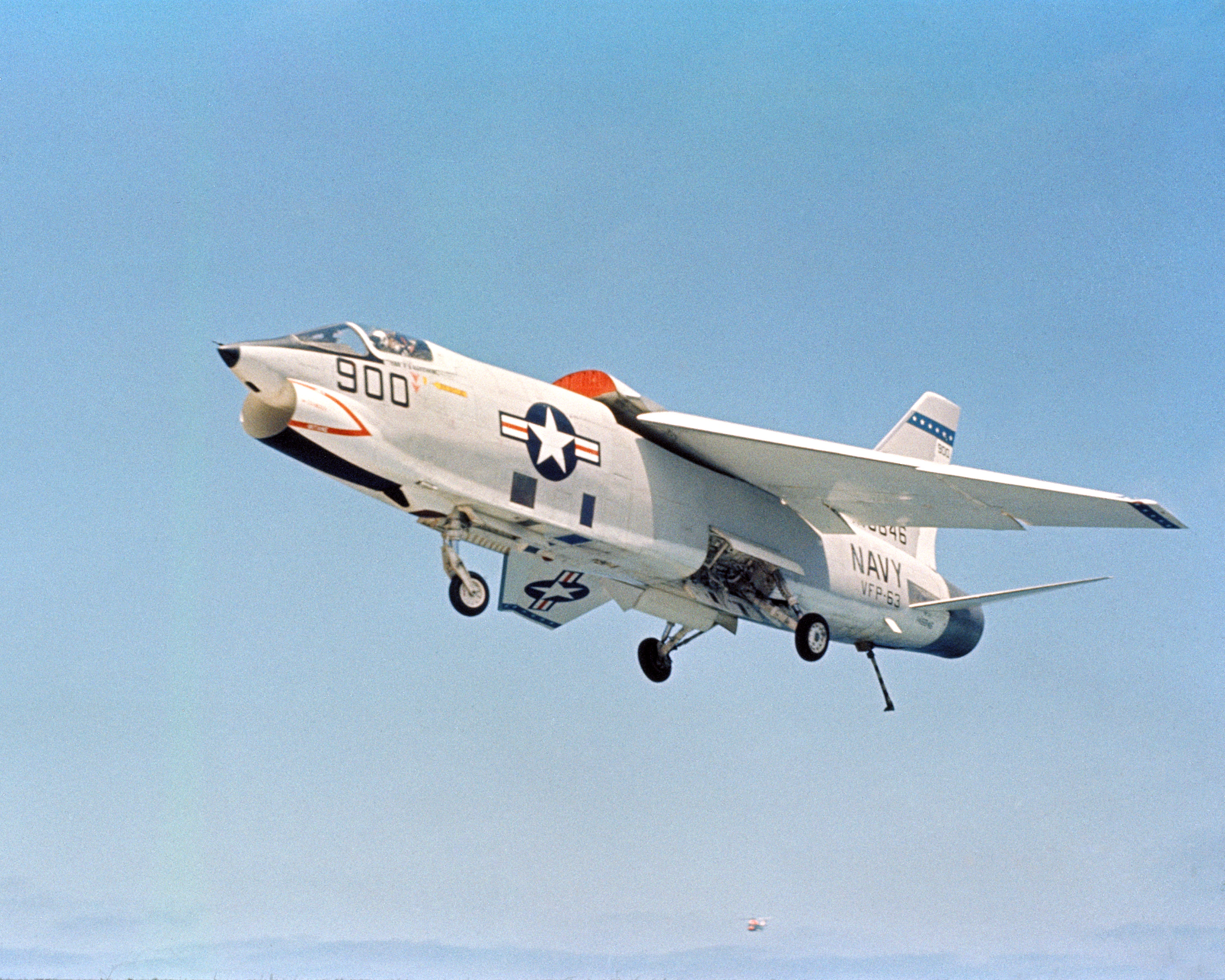
Průzkumný RF-8A Crusader při přistání, 1963

Prototyp Crusaderu se po dokončení utkal s ostatními typy, které byly postaveny na základě stejných specifikací. Jednalo se o Grumman F-11 Tiger, dále o dvoumotorovou modernizovanou variantu stíhacího letounu McDonnell F3H Demon (ze které se později vyvinul typ McDonnell F-4 Phantom II) a o navalizovanou verzi stroje North American F-100 Super Sabre, označenou Super Fury po typu FJ Fury, úspěšném palubním stíhači firmy North American.
V květnu 1953 byla konstrukce Voughtu vyhlášena vítězem soutěže a v červnu téhož roku byla objednána stavba tří prototypů, označených XF8U-1. Po změně označovacího systému US Navy se označení F8U změnilo na F-8. Už během svého prvního letu, který proběhl 25. března 1955 na letecké základně Edwards, překonal XF8U-1 pilotovaný šéfpilotem Voughtu Johnem Konradem, rychlost zvuku. Zkoušky prototypu pokračovaly tak úspěšně, že druhý prototyp vzlétl ve stejný den jako první sériový kus verze F8U-1 (F-8A). Stalo se tak 30. září 1955.
Brzy nato začaly operační testy Crusaderů přímo v režii US Navy. Dne 4. dubna 1956 absolvoval F8U-1 svůj první vzlet z katapultu letadlové lodi USS Forrestal. Kromě Forrestalu probíhaly operační testy Crusaderu ještě na letadlové lodi USS Bon Homme Richard. Testy ukázaly potíže s vysouvací raketnicí neřízených střel (upadávající stabilizátory nasávané do čela kompresoru), které v praxi vedly k jejich zablokování v uzavřené poloze. Jelikož zkoušky neodhalily vážnější problémy, byl letoun v březnu 1957 přijat do služby a stal se tak prvním nadzvukovým stíhacím letounem amerického námořnictva.

## Služba

### USA

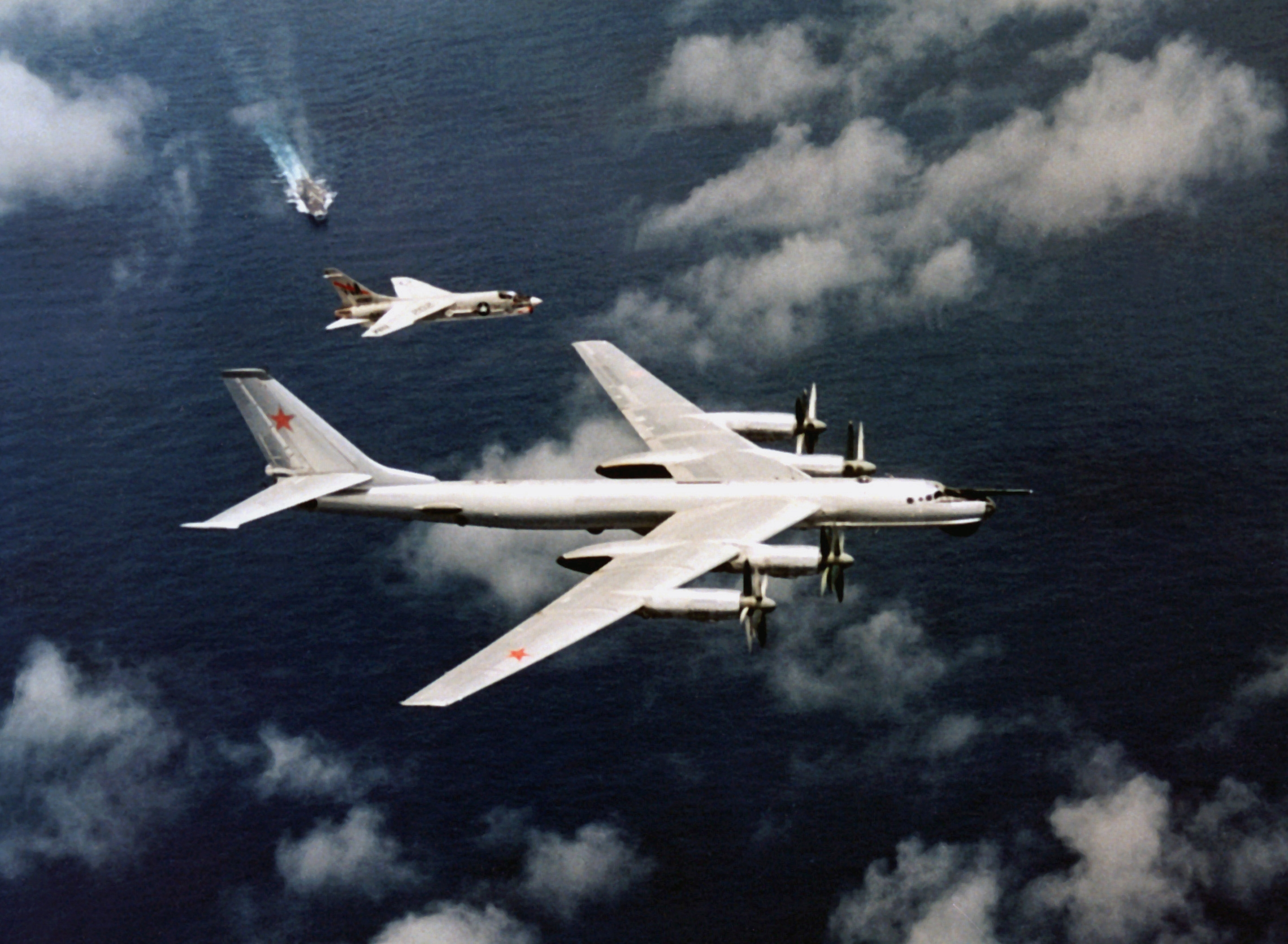
F-8J Crusader squadrony VF-194 Red Lightnings eskortuje sovětský průzkumný Tupolev Tu-95 Bear nad letadlovou lodí USS Oriskany, 25. května 1974

Prototyp XF8U-1 byl testován koncem roku 1956 jednotkou VX-3. V srpnu 1956 prototyp dosáhl několika amerických rychlostních rekordů. Dne 21. srpna 1956 prototyp získal a později i vylepšil americký rychlostní rekord ve vodorovném letu. Původní rekord 1 323 km/h, který držel North American F-100 Super Sabre, překonal díky rychlosti 1 634,173 km/h. Absolutní rychlostní rekord v té době držel britský letoun Fairey Delta 2. První jednotkou, která začala Crusadery operačně používat byla v roce 1957 squadrona VF-32 z letadlové lodi USS Saratoga. První průzkumné F-8U-1P se v září 1957 dostaly k jednotce VFP-61.
Crusader se stal na dlouhá léta hlavním stíhacím letounem amerického námořnictva a v této roli ho vytlačil až typ F-4 Phantom II. Díky překotnému technickému vývoji tehdy stíhací squadrony poměrně rychle střídaly řadu typů letounů. Crusader se stal první z konstrukcí, zařazených do služby po korejské válce, jež ve službě vydržela dlouhá léta.

### Nehodovost
Crusader nebyl letounem lehkým na pilotáž a svému pilotu neodpouštěl chyby především při přistání, kdy se nejvíce projevovala jeho horší podélná stabilita. Úroveň jeho nehodovosti byla poměrně vyšší, než u jeho současníků, typů F-4 Phantom II a Douglas A-4 Skyhawk. V jiném ohledu však stroj dokázal překvapit. Byl například schopný letu se složenými křídly, co se jeho pilotům také několikrát stalo.

### Karibská krize
Průzkumné F-8U-1P hráli důležitou roli během tzv. Karibské krize. Průzkumné Crusadery nejprve potvrdily informace špionážních letounů Lockheed U-2 o přítomnosti sovětských raket na ostrově, zmapovaly jejich rozmístění a později se podílely na sledování jejich demontáže a odsunu. Celá akce měla označení Operace Blue Moon a během šesti týdnů Crusadery nafotily přes 160 000 negativů a 16 pilotů získalo vyznamenání DFC.

### Vietnamská válka

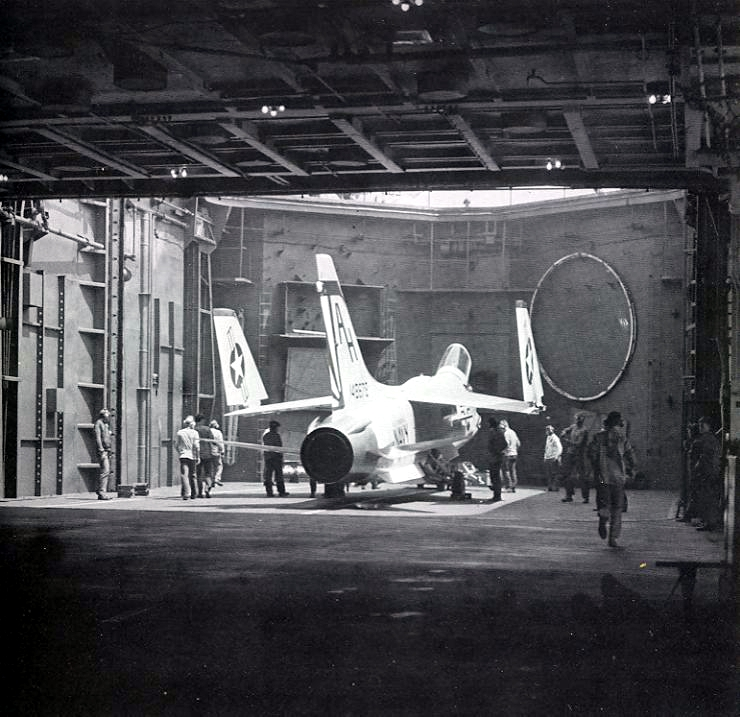
F-8H Crusader squadrony VF-111 Sundowners na výtahu letadlové lodi USS Ticonderoga během plavby do Vietnamu, 1969

Po vstupu USA do Vietnamské války to byly právě Crusadery amerického námořnictva, kdo se v dubnu 1965 poprvé střetl se severovietnamskými Migy. Tehdy žádná ze stran nedosáhla úspěchu. V té době byl Crusader nejlepším letounem pro vzdušný boj, který námořnictvo provozovalo. Novější typ F-4 Phantom II, schopný operovat za každého počasí, byl vybaven především pro sestřelování nepřátelských bombardérů z velké vzdálenosti střelami středního doletu AIM-7 Sparrow, ale pro manévrový boj se stíhači protivníka mu chyběla obratnost i výzbroj. První varianty neměly kanóny, protože experti předpokládali, že díky řízeným střelám se k sobě stíhací letouny už ani nepřiblíží natolik, aby k psímu souboji došlo. Až na základě zkušeností z bojů z počátku vietnamské války byly kanóny dodatečně instalovány i na letouny F-4.
Ze všech amerických letounů vietnamské války měl Crusader nejlepší poměr vítězství a ztrát, který byl 19:3 (Mueller uvádí sestřelů 20, z toho šest měla dosáhnout verze F-8C, 2 verze F-8D a 12 verze F-8E). Z 19 sestřelů bylo 16 strojů MiG-17 a tři MiG-21. Čtyř z těchto úspěchů bylo dosaženo kanóny, ostatní pomocí střel vzduch-vzduch Sidewinder. Jedním z důvodů bylo to, že se kanóny zasekávaly během manévrů s vysokým G, ke kterým v průběhu soubojů docházelo.
Nad Vietnamem operovaly také průzkumné RF-8A (26 jich bylo v akci ztraceno) a RF-8G.
Všechny Crusadery US Navy operovaly pouze ze starších letadlových lodí třídy Essex, které už nebyly vhodné pro provoz větších strojů.

### Konec služby

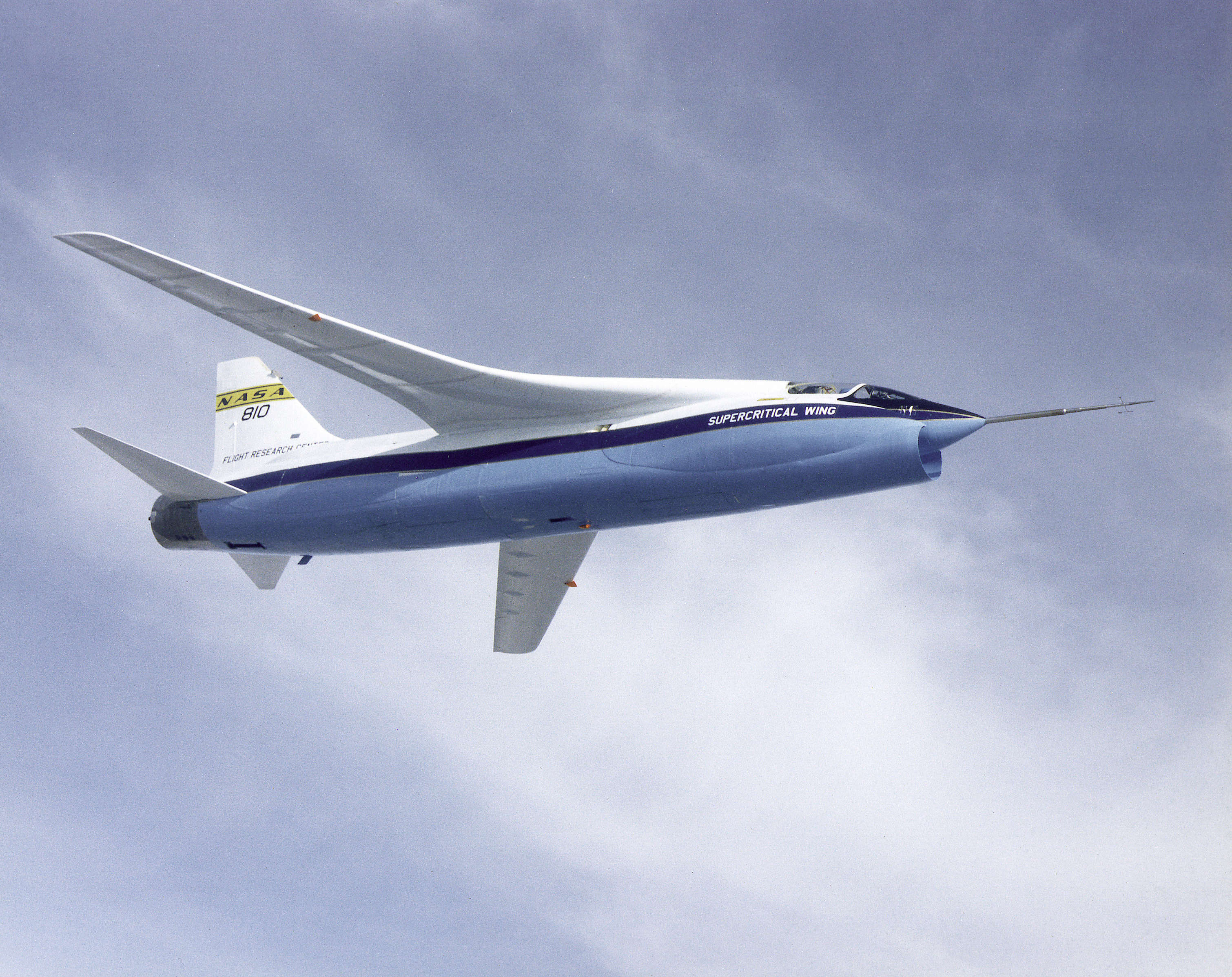
Experimentální Crusader sloužící v NASA pro testy superkritického křídla

Poslední stíhací Crusadery jednotek VF-191 a VF-194, operující z letadlové lodi USS Oriskany, byly vyřazeny v roce 1976. Stalo se tak po dvaceti letech aktivní služby, což tehdy byl nový rekord. Průzkumná varianta letounu byla ve službě o 11 let déle. Námořnictvo je vyřadilo v roce 1982 a poslední ze dvou rezervních squadron byla rozpuštěna v roce 1987. Poslední Crusader (verze RF-8G) se dochoval v National Air and Space Museum ve Washingtonu.

### NASA
Americká NASA používala od počátku 70. let několik kusů F-8 pro své experimenty. Především u nich zkoumalo elektroimpulsní systém řízení fly-by-wire a superkritické křídlo (křídlo s obráceným profilem - tedy plochou horní a vydutou spodní stranou). Upravený prototyp F-8A, u kterého bylo toto křídlo testováno, byl po skončení testovacího programu předán roku 1984 do muzea.

## Další uživatelé

### Francie

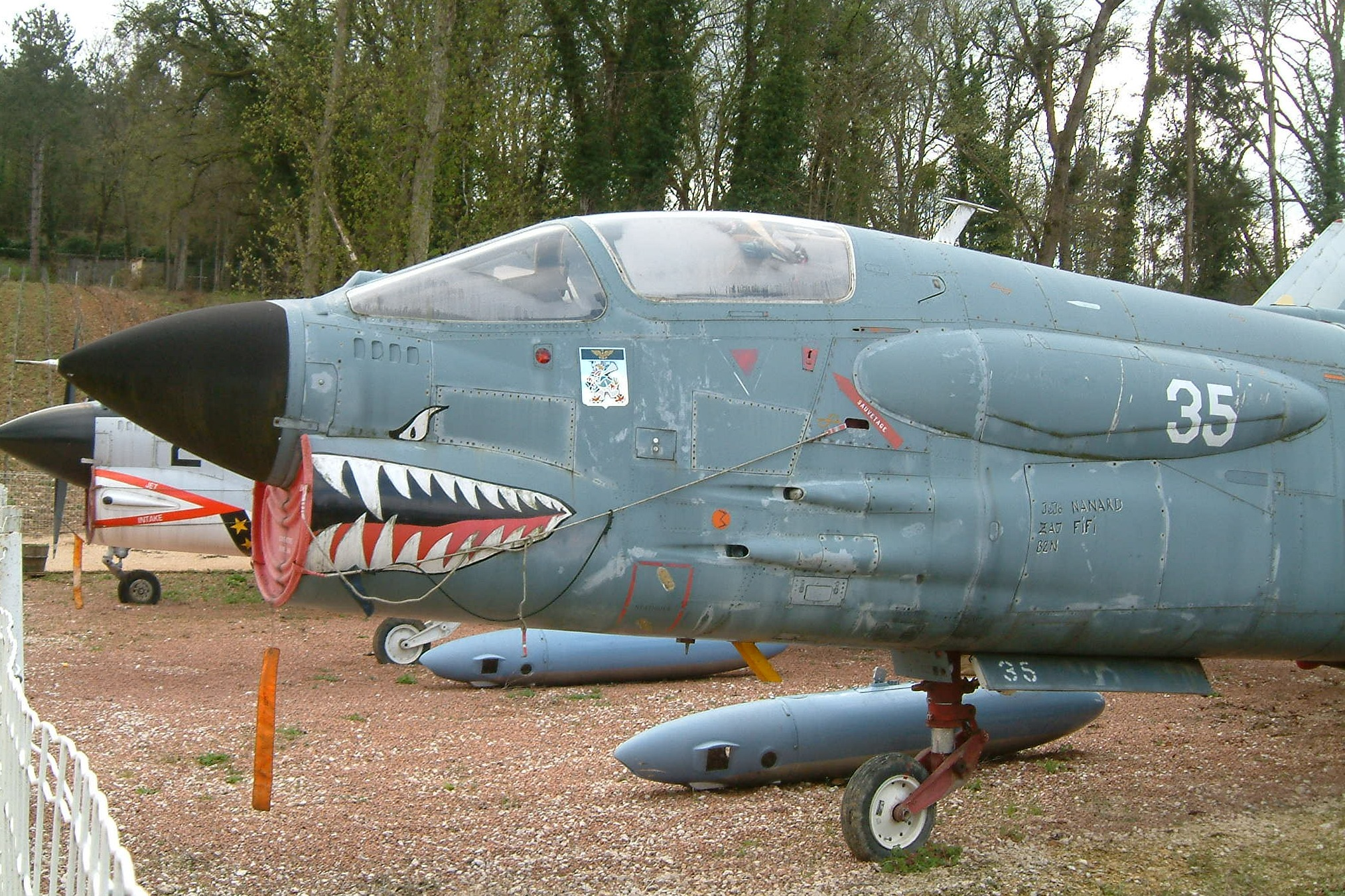
F-8P, který se nachází ve francouzském Musée du Château de Savigny-lès-Beaune, 2005

Francie zakoupila pro své letectvo francouzského námořnictva (Aéronavale) celkem 42 kusů Crusaderů upravené verze F-8E(FN), které byly určeny pro operace z lodí Clemenceau a Foch. Bylo totiž nutné nahradit již zastaralé stíhací letouny Sud-Est Aquilon, které byly licenční verzí britského letounu de Havilland Venom.
Původně se sice uvažovalo o koupi letounů F-4 Phantom II, ukázalo se ale, že tyto stroje jsou pro malé francouzské letadlové lodě příliš velké a Crusadery byly pro službu na nich vhodnější. Přesto však bylo nutné výrazně přepracovat křídlo a zvětšit ocasní plochy francouzské verze stroje, protože i on byl pro operace na francouzských lodích příliš velký a těžký.
Testy na palubě lodi Clemenceau provedla 16. března 1962 dvojice strojů F-8 jednotky VF-32 z letadlové lodi USS Saratoga. Používaly je dvě squadrony Aéronavale. Jako první byla 15. října 1964 reaktivována jednotka 12.F, která používala 12 kusů. Druhou se 1. března 1965 stala jednotka 14.F, u které Crusadery nahradily letité stíhačky Vought F4U-7 Corsair.
V říjnu 1974 a červnu 1977 se Crusadery jednotky 14.F účastnily misí Saphir I a Saphir II nad Džibutskem. Při jedné z těchto misí došlo 7. května 1977 k jedinému vzdušnému "souboji" Crusaderů ve francouzských službách. Dva francouzské letouny North American F-100 Super Sabre byly během cvičného letu ohrožovány čtveřicí jemenských strojů MiG-21. Crusadery do potyčky zasáhly, došlo na odjištění zbraní a manévry, ale nakonec se všechny stroje rozešly bez výstřelu.
V roce 1978 byla jednotka 14.F přezbrojena na útočný typ Dassault Super Étendard a jednotka 12.F tak zůstala jedinou stíhací jednotkou francouzského námořnictva.
V roce 1983 francouzské F-8E (FN) doprovázely palubní útočné letouny Dassault Super Etendard při misích nad Libanonem. Francouzské stroje zde napadaly libanonské cíle v rámci odvety za útoky na francouzské objekty v Bejrútu. V říjnu 1984 se Crusadery z lodi Foch účastnily operací nad Libyí.
Během Irácko-íránské války, operovala Clemenceau se squadronou 12.F na palubě v Perském zálivu, kde byla součástí mezinárodních sil, chránících obchodní dopravu v oblasti. Ke skutečnému boji zde nedošlo. Pouze několikrát z oblasti vyprovodily íránský letoun.
Crusadery se podílely také na operacích první války v Perském zálivu. V letech 1993–1999 se zbylé Crusadery, které byly mezitím modernizovány na verzi F-8P (zkratka francouzského Prolongé, Filipínské F-8P jsou něco jiného), účastnily mezinárodních operací nad bývalou Jugoslávií. Tyto mise skončily až v roce 1999 Operací Spojenecká síla nad Kosovem, ve které tvořily stíhací zálohu a přímo bojů se neúčastnily.
V roce 2000 byly francouzské Crusadery, jako poslední stroje svého typu, vyřazeny ze služby a nahrazeny typem Dassault Rafale.

### Filipíny
Filipínské letectvo zakoupilo v roce 1977 celkem 35 kusů již vyřazených Crusaderů verze F-8H, které se v té době nacházely na odkladišti Davis-Montham Store AFB v Arizoně. U 25 z nich provedl Vought kompletní generální opravu (jsou označovány F-8P), zatímco 10 kusů mělo sloužit na náhradní díly. Piloty vycvičili Američané na cvičných Crusaderech verze TF-8A. Letouny už tehdy byly značně opotřebované a objevovaly se u nich i strukturní závady. V roce 1988 byly uzemněny a v roce 1991 definitivně vyřazeny a prodány do šrotu poté, co je poškodila erupce filipínské sopky Pinatubo. Erupce, považovaná za druhou nejhorší sopečnou erupci 20. století, poškodila celé původně americké vojenské letiště Clark Field, kde se Crusadery nacházely a které poté muselo být uzavřeno.

## Varianty
F-8A

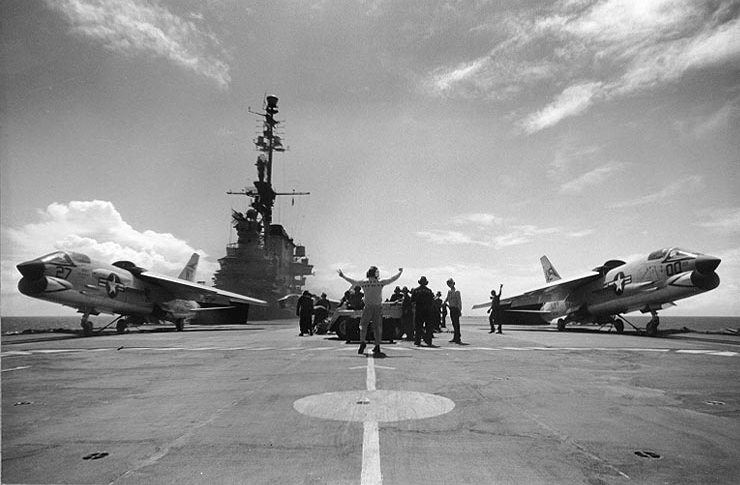
Dva letouny Crusader před startem na palubě USS Midway

- XF8U-1 (XF-8A) – První dva prototypy

- F8U-1 (F-8A) – První sériová verze. Motor J57-P-12 byl od 31 vyrobeného kusu nahrazen výkonnější variantou J57-P-4A o tahu 48,49 kN (73,84 kN s přídavným spalováním). Výkonnější motory byly montovány i do dříve postavených kusů. První vzlet této verze proběhl 30. září 1955. Pilot měl k dispozici vystřelovací sedadlo Martin Baker Mk. 5.[2] Tato varianta jako první nesla řízené střely Sidewinder, jejichž pylony na bocích trupu byly zatahovací. Celkem bylo vyrobeno 318 kusů.

- YF8U-1 (YF-8A) – Jeden kus F-8A upravený pro testy.

- YF8U-1P (YRF-8A) – Prototyp použitý pro vývoj průzkumné verze F8U-1P. Varianta určená pro snímkování z velkých výšek se lišila odlišnou přídí, nesoucí šestici kamer a absencí výzbroje. První vzlet prototypu 17. prosince 1956.[2]

- F8U-1P (RF-8A) – Neozbrojená fotoprůzkumná verze. Celkem bylo vyrobeno 144 kusů.

- F8U-1D (DF-8A) – Několik kusů vyřazených F-8A upravených na kontrolní stroje pro testování střel s plochou dráhou letu SSM-N-8 Regulus. DF-8A byly používány i pro dálkově ovládaných bezpilotních cílů (přestavěných strojů Grumman F-9 Cougar).

- DF-8F – vyřazené stroje verze F-8A upravené na cílové.

- F8U-1KU (QF-8A) – verze F-8A po vyřazení ze služby upravená na dálkově ovládaný cvičný cíl.

- XF8U-1T – Jeden z prototypů XF8U-2NE použitý pro testy dvoumístné cvičné verze.

- F8U-1T (TF-8A) – dvoumístná cvičná verze založená na verzi F8U-2NE. Trup byl rozšířen o 0,61 m, výzbroj byla redukována na dva kanóny a byl použit motor verze J57-P-20. První vzlet této verze proběhl 6. února 1962. Royal Navy se zajímalo o tuto verzi vybavenou britským motorem Rolls-Royce Spey, ale nakonec objednalo typ McDonnell F-4 Phantom II. Byl postaven jediný kus a přestavěno několik vyřazených kusů verze F-8A.

F-8B
- YF8U-1E (YF-8B) – Jeden F-8A přestavěný na prototyp varianty F8U-1E.

- F8U-1E (F-8B) – Díky instalaci nového radaru typu AN/APS-67 získal letoun částečnou schopnost operací za každého počasí. První let prototypu verze proběhl 3. září 1958. Celkem bylo vyrobeno 130 kusů.

F-8C

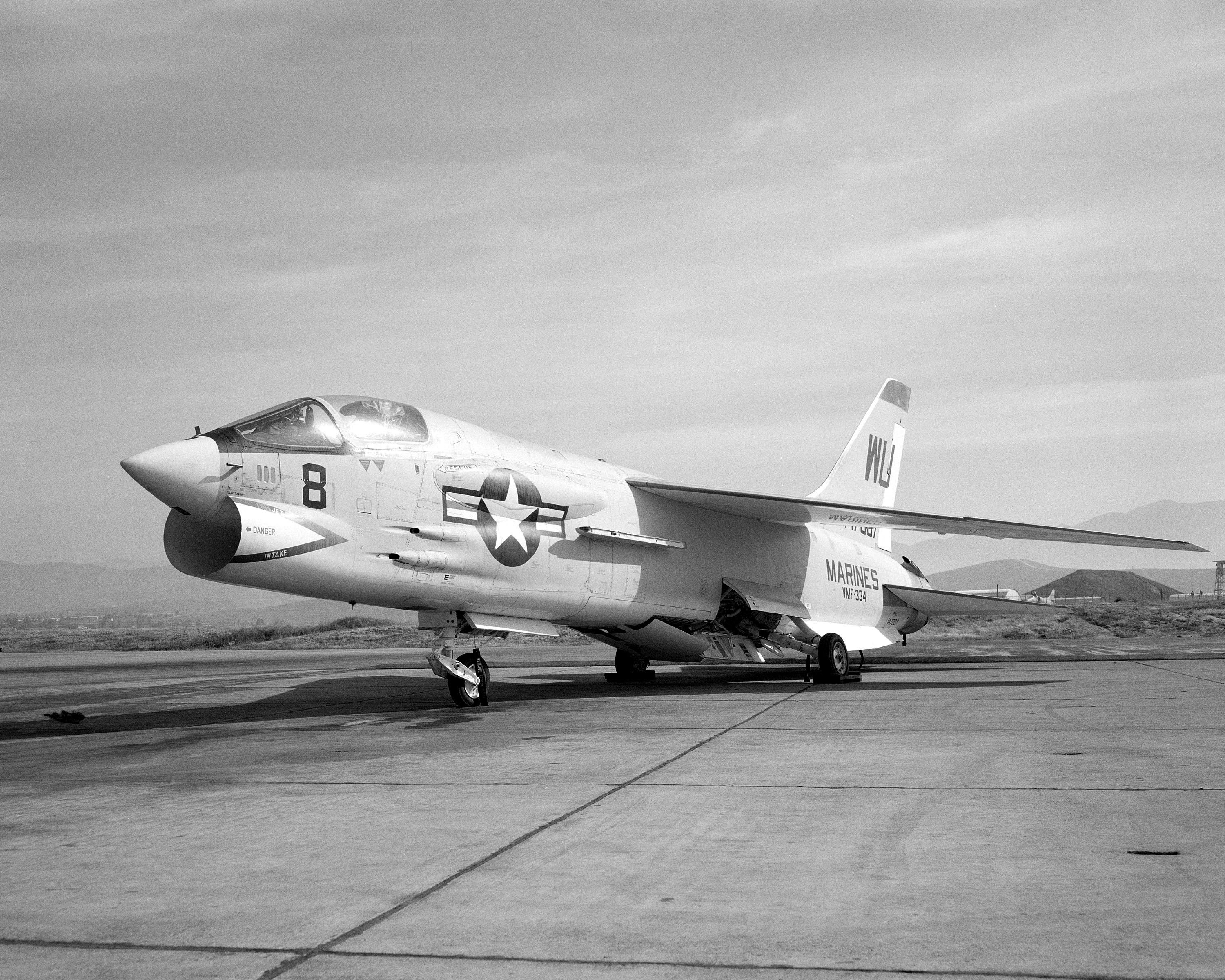
Letoun F-8C Crusader squadrony VMF-334 ze stavu námořní pěchoty v roce 1966. Dobře jsou vidět aerodynamické brzdy pod trupem stroje

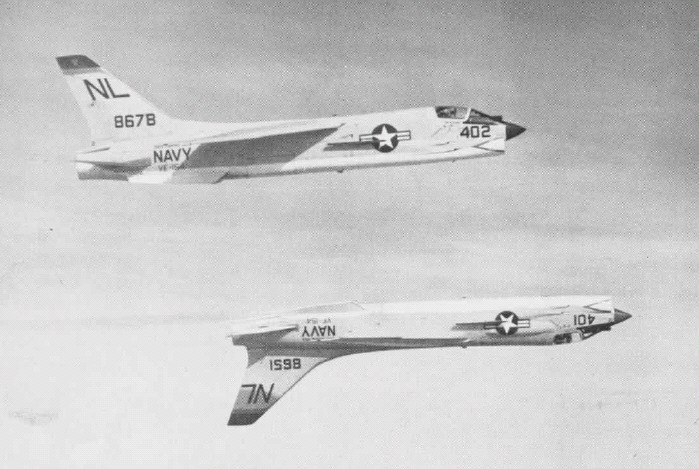
Dvojice F-8D jednotky VF-154 Black Knights v zrcadlovém letu, 1963

- YF8U-2 (YF-8C) – Dva kusy verze F-8A používané pro testy motoru J57-P-16.

- F8U-2 (F-8C) – Instalován výkonnější motor verze J57-P-16 s tahem 57,83 kN (77,84 kN s přídavným spalováním).[2] Nový motor přinesl výrazné zvýšení výkonů a letoun byl schopen dosahovat rychlosti téměř 2 Machů. Dále stroj dostal pod záď dvě pomocné kýlové stabilizační plošky a nové závěsníky ve tvaru písmena Y, umožňující nést na bocích trupu celkem čtyři střely AIM-9 Sidewinder. První let této varianty proběhl 20. srpna 1957. Celkem bylo vyrobeno 187 kusů.

F-8D
- YF8U-2N (YF-8D) – Jeden kus použitý pro vývoj verze F-8D.

- F8U-2N (F-8D) - Verze F8U-2 upravená pro operace za každého počasí. Místo vysunovací raketnice pro neřízené střely, výkonnější motor J57-P-20 o tahu 80 kN při užití přídavného spalování. Raketnice pro neřízené střely byla zcela zrušena a nahrazena palivovou nádrží.[2] První let varianty proběhl 16. února 1960. Celkem bylo vyrobeno 152 kusů.

F-8E
- YF8U-NE – Jeden kus F-8A přestavěný na prototyp varianty F-8E (F8U-2NE).

- F8U-2NE (F-8E) – Motor byl i nadále verze J57-P-20A. Stroj měl nový radar AN/APQ-94 krytý větším radomem. Na dvou nových pylonech pod křídly bylo možné nést až 1800 kg výzbroje či přídavné nádrže.[2] Díky přídavné elektronice mohly Crusadery odpalovat řízené střely vzduch-země AGM-12 Bullpup. Celková nosnost letounu vzrostla na 2270 kg. První let varianty 30. červen 1961. Celkem bylo vyrobeno 286 kusů.

- F-8E(FN) – 42 kusů[2], které získalo francouzské námořní letectvo (Aéronavale). Letoun byl primárně určen pro vybojování vzdušné nadvlády. Pro operace na menších francouzských lodích bylo přepracováno křídlo letounu. Mělo sklopnou náběžnou hranu, větší klapky a křidélka a instalován systém jejich ofukování. Byly také zvětšeny ocasní plochy. Zkoušky prototypů proběhly v roce 1964 na americké letadlové lodi USS Shangri-La a francouzské Clemenceau. Výzbroj se skládala ze čtyř kanónů ráže 20 mm se zásobou 125 nábojů na hlaveň, které doplňovaly řízené střely vzduch-vzduch. Nejprve se jednalo o střely Matra R.530. Ty byly značně rozměrnější, než střely Sidewinder a letoun je unesl jen dvě. Obvykle nesl po jedné s infračerveným a jedné s poloaktivním radarovým naváděním. Od poloviny 80. let byly používány čtyři střely s infračerveným čidlem Matra Magic R.550, později nahrazené jejich modernizovanou variantou Matra R550 Magic 2. Křídelní závěsníky nebyly instalovány, zato měly pod trupem závěsník pro tažení vlečných cílů.[5]

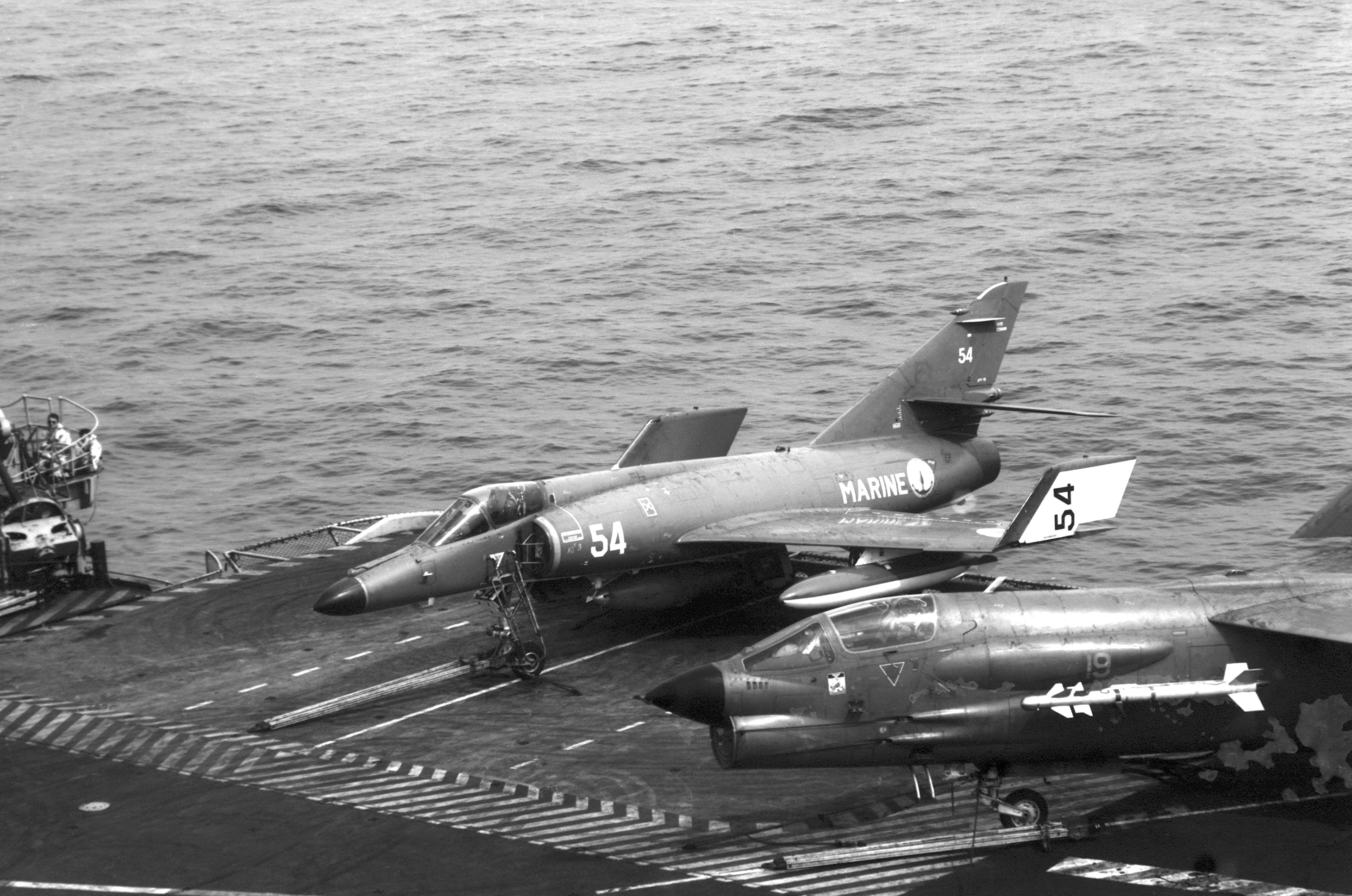
Dassault Super Étendard a vedle něj stojící F-8E(FN) na palubě letadlové lodi Clemenceau, 1988. Dobře jsou vidět použité střely Matra Magic.

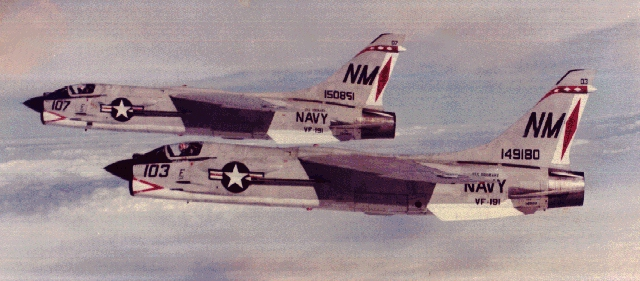
Dvojice F-8E jednotky VF-191 Satan's Kittens z letadlové lodi USS Oriskany za letu, 1974/1975

- F-8P (Prolongé) – V letech 1991–1994 prošlo 17 kusů F-8E (FN) modernizací, která měla prodloužit jejich životnost do doby, kdy bude dokončen vývoj typu Dassault Rafale. Letouny dostaly nová křídla, jejich konstrukce byla zesílena, radar byl zrenovován a avionika vyměněna stejně jako elektrické a hydraulické obvody.[5] Nové označení F-8P (Prolongé) označovalo zcela jinou verzi letounu, než originální filipínské F-8P. K jejich vyřazení došlo až v roce 1999. Ve službě je nahradila palubní verze letounu Dasault Rafale.

Přestavby starších verzí – F-8H, J, K, L a RF-8G
- F-8H – Vylepšená varianta F-8D se zpevněnou konstrukcí draku a podvozku. Přibylo pancéřování a instalována byla i nová křídla. Celkem 89 přestavěných kusů.

- F-8J – Vylepšená verze F-8E dostala mimo jiné nové závěsníky umožňující podvěs přídavných nádrží a motor verze J57-P-20A. Křídla a výškovky odpovídaly francouzským F-8E(FN). Celkem 136 přestavěných kusů.

- F-8K – Modifikovaná verze F-8C schopná nést řízené střely Bullpup (přibyly závěsníky pod křídlem) a vybavená motorem verze J57-P-20A engines. Přestavěno 87 kusů.

- F-8L – Verze F-8B u které byly přidány podkřídelní závěsníky. Celkem bylo přestavěno 61 kusů.

- RF-8G – Modernizace verze RF-8A. Nové kamery, byla instalována moderní elektronika a systémy elektronického boje. Nosník křídla byl zesílen, pod zádí přibyly stabilizační kýlové plošky. Přestavěno bylo 73 kusů.

F8U-3 Crusader III
- F8U-3 Crusader III (Super Crusader) – Nová a větší konstrukce typu F8U-3 byla založena na koncepci F-8. Typ byl vyvinut jako konkurent typu McDonnell F-4 Phantom II. Poháněl ho motor J75-P-5A o tahu 131 kN s přídavným spalováním. První let prototypu proběhl 2. června 1958. Letoun během testů dosáhl rychlosti Mach 2,6. Bylo postaveno pouze 5 kusů, jelikož US Navy si jako vítěze kontraktu zvolilo firmu McDonnell Aircraft Corporation.

## Zajímavosti

### Project Bullet
Project Bullet označoval první transsonický přelet bez mezipřistání z východního na západní pobřeží USA. Kromě sériového F-8A, který pilotoval Lieut. Cdr. Charles Demmler, se přeletu účastnil i průzkumný stroj RF-8A, jenž pilotoval budoucí astronaut John Glenn. Přelet z Kalifornie do New Yorku proběhl 16. července 1957 a stroje, které za letu doplňovaly palivo z létajících tankerů North American AJ Savage, ho zvládly za 3 hodiny 23 minut a 8 sekund při průměrné rychlosti 1 167, 63 km/h.

## Uživatelé
- Filipíny
  - Filipínské letectvo
- Francie
  - Aéronavale
- USA
  - Letectvo Spojených států amerických[zdroj⁠?!]
  - Námořnictvo Spojených států amerických
  - Námořní pěchota Spojených států amerických
  - NASA

## Dochované stroje
- První prototyp XF8U-1 (XF-8A) byl po ukončení testů předán do rukou Smithsonian Museum of Air & Space ve Washingtonu.[3]
- Upravený kus verze F-8A, který používalo NASA pro testy superkritického křídla, byl v roce 1973 předán do muzea v Drydenově leteckém výzkumném středisku na Edwardsově letecké základně v Kalifornii.[5]
- Jeden kus F8U-1 Crusader se nachází na palubě letadlové lodi USS Hornet, která je zakotvena v kalifornské Alamedě jako plovoucí muzeum.[8]
- Jeden kus F-8 Crusader je na palubě největšího plovoucího muzea svého druhu, na vyřazené letadlové lodi USS Midway, kotvící v San Diegu.[9]
- Jeden kus varianty F-8G vlastní Estrella warbirds museum v kalifornském Paso Robles. Stroj byl získán v roce 2002 z muzea USS Hornet v dosti špatném stavu.[10]
- Jeden kus verze F-8P vlastní francouzské Musée du Château de Savigny-lès-Beaune.
- Poslední, v roce 1987 vyřazený průzkumný RF-8 Crusader je vystaven v National Air and Space Museum ve Washingtonu.

## Specifikace (F-8A)

### Technické údaje
- Posádka: 1 (pilot)
- Rozpětí: 10,971 m[4]
- Délka: 16,535 m[4]
- Výška: 4,801 m
- Nosná plocha: 34,8 m²
- Profil křídla: NACA 65A006 u kořene, NACA 65A005 u konce
- Hmotnost prázdného letounu: 7484 kg[4]
- Vzletová hmotnost: 13 000 kg
- Plošné zatížení:
- Pohonná jednotka: 1 × proudový motor Pratt & Whitney J57-P-4 s přídavným spalováním
- Tah motoru:
- Tah s forsáží:

### Výkony
- Nejvyšší rychlost: více než Mach 1,5[4]
- Cestovní rychlost:
- Dostup:
- Stoupavost:
- Dolet: 965 km[4]

### Výzbroj
- 4 × 20mm kanón Colt Mk 12, 125 nábojů na hlaveň
- 32 × neřízená střela FFAR ve výsuvné raketnici
- 2 × řízená střela vzduch-vzduch AIM-9 Sidewinder

## Specifikace (F-8E)

### Technické údaje
- Posádka: 1 (pilot)
- Rozpětí: 10,971 m[4]
- Délka: 16,535 m[4]
- Výška: 4,801 m[4]
- Nosná plocha: 34,8 m²
- Profil křídla: NACA 65A006 u kořene, NACA 65A005 u konce
- Hmotnost prázdného letounu: 12 700 kg[4]
- Vzletová hmotnost:
- Plošné zatížení: 377,6 kg/m²
- Pohonná jednotka: 1 × proudový motor Pratt & Whitney J57-P-20A s přídavným spalováním
- Tah motoru: 47,6 kN
- Tah s forsáží: 80,1 kN
- Zásoba paliva: 5102 L

### Výkony
- Nejvyšší rychlost: Mach 1,86 (1975 km/h) ve výšce 11 000 m
- Cestovní rychlost: 915 km/h
- Dostup: 17 700 m
- Stoupavost: 162,3 m/s
- Dolet: 1100 km

### Výzbroj
- 4 × 20mm kanón Colt Mk 12, 125 nábojů na hlaveň
- až 2 300 kg výzbroje

### Varianty výzbroje
- 8 × raketa Zuni na závěsnících po dvou
- 4 × řízená střela vzduch-vzduch AIM-9 Sidewinder
- 2 × řízená střela vzduch-země AGM-12 Bullpup
- 12 × 250lb (110kg) puma
- 4 × 1000lb (450kg) puma
- 2 × 2000lb (900kg) puma